# Arturo Hernández (músico)
Arturo Orlando Hernández Chávez es un pianista piurano, compositor, arreglista y director del Coro Universitario de la Universidad de Piura.

## Biografía
Realizó sus estudios musicales en la Escuela Superior de Música de Piura “José María Valle Riestra”, bajo la dirección del eminente maestro Ernesto López Mindreau, de formación europea. En mérito a sus destacados estudios musicales desde los primeros años, fue premiado con Medalla de Plata por la Municipalidad de Piura. Culminó sus estudios superiores brillantemente por lo que fue distinguido con la Medalla de Oro por la Escuela Regional de Música. Posteriormente se desempeñó como profesor en la Escuela de Música, llegando a ser Director de la misma. También ha seguido seminarios de complementación en la Escuela Nacional de Música de Lima, en la Universidad Nacional Mayor de San Marcos y en el Colegio Alexander Von Humboldt de Lima.
Ostenta el título de Artista Profesional en Música, otorgado por el Ministerio de Educación y refrendado por la Dirección General de Educación Superior.
Ha ejercido la docencia en diferentes instituciones educativas de Piura como el Colegio Nacional Nuestra Señora de Fátima, Colegio Particular Santa María, Escuela Normal Superior de Mujeres Sagrado Corazón de Jesús y el Colegio de Aplicación Turicará; lugares donde también fue director de orquesta y coros.
Ganó el concurso a nivel nacional convocado por el Instituto Nacional de Cultura del Perú para ser solista de piano de la Orquesta Sinfónica Nacional, actuando bajo la dirección de la célebre maestra Carmen Moral. Posteriormente, actuó también como solista bajo la dirección de los maestros Leopoldo La Rosa, Armando Sánchez Málaga, Arnd Von Gavel y Manuel Cuadros Barr.
Es ganador del Primer Premio de Composición Musical de los Terceros Juegos Florales, organizados por la Universidad de Piura (UDEP).
Como concertista de piano ha sido solista en varias oportunidades de la Orquesta Sinfónica Nacional, de la Escuela Nacional de Música de Lima y de la Orquesta Sinfónica Municipal de Piura.
Fue fundador de la Orquesta de Cámara “Los Amantes del Arte” y en Lima dirigió la Orquesta de Cámara del Primer Seminario de Educación por el Arte, convocado a nivel nacional por el Ministerio de Educación.
Ha sido miembro del Consejo Regional de Cultura del Instituto Nacional de Cultura, Presidente del Grupo Literario y Artístico Piura GLAP, miembro de la Comisión de Cultura del Club Grau de Piura.
Como compositor ha escrito innumerables obras para piano como: Nocturnos, Romanzas, Estudios, Mazurcas y Preludio en Estilo Incaico; obras que son tocadas por pianistas peruanos y extranjeros. Es compositor de la música del Himno del Colegio Militar Pedro Ruiz Gallo, compositor de la música y letra del Himno del Colegio de Aplicación Turicará; también compuso la música del Himno Rotario del Distrito 446, del Himno de la Colonización San Lorenzo y del Hospital Jorge Reátegui
Delgado. También ha escrito obras para piano y violín y para canto y piano; ha compuesto varias obras de música sacra.
En la actualidad ejerce la docencia universitaria en las Facultades de Ciencias de la Educación y de Humanidades en la Universidad de Piura, donde además se desempeña como Director de la Coral Universitaria y del Coro Universitario, ambas agrupaciones están conformadas por estudiantes de las diferentes facultades.
Es arreglista de innumerables obras corales latinoamericanas y peruanas, las que son interpretadas por coros nacionales y coros extranjeros. También tiene innumerables arreglos polifónicos de música religiosa.
Como concertista de piano y director de coros ha actuado en diferentes lugares del Perú y del extranjero.

## Reconocimientos
Ostenta la Medalla de la Ciudad de Piura, el Reconocimiento Ciudadano, el Pergamino de Oro otorgados por el Concejo Provincial de Piura, en mérito a su destacada trayectoria como concertista, director y pedagogo musical en bien de la niñez y de la juventud y por dejar muy en alto el nombre de Piura en el Perú y el extranjero.
Ha sido distinguido por el Concejo Distrital de Castilla y por el Concejo Provincial de Sullana. La Región Grau y la Dirección Regional de Educación le otorgaron la placa “Excelencia Educativa Grau 1994” y la Universidad de Piura le otorgó el mismo año la Lira de Plata y la Insignia Académica de Artes Liberales. Fue reconocido por la Universidad Nacional de Piura en mérito a su destacada labor cultural.
Ha recibido también el reconocimiento de la Escuela Superior de Música José María Valle Riestra, del Rotary Club Miraflores de Piura, Centro Piurano, Colegio Santa María, Club Grau y la Asociación de Mujeres Profesionales y de Negocios “AMPYN”, del Instituto Cultural Peruano Norteamericano ICPNA y del Instituto Nacional de Cultura- Región Piura, quien le otorgó la Medalla a la Cultura.
Cabe mencionar el reconocimiento hecho por el Instituto Pro Marina Filial Piura, quien le rindió un cálido homenaje el 24 de julio de este año 2015 por su destacada labor en bien de la juventud y de la niñez.
El 2 de octubre de 2015, el Congreso de la República le ha otorgado un diploma de reconocimiento por su larga trayectoria como pedagogo y director musical; ceremonia que fue presidida por el presidente de la Comisión de Cultura del Congreso de la República. Este reconocimiento fue propuesto por la Universidad de Piura, donde se desempeña como docente en las facultades de Humanidades y de Educación.
El 9 de noviembre de 2015 ha recibido el “Reconocimiento al Maestro y Amigo”, por su brillante trayectoria como hombre al servicio de la educación; por haber cultivado la música en forma sobresaliente en la comunidad piurana, de la Región y a nivel nacional y por ser un ejemplo para la juventud.
Ha actuado con artistas de reconocida trayectoria como el famoso tenor peruano Luis Alva, el chelista francés Jean Claude Rivera, miembro del “Cuarteto de Francia”, el Coro “Jueves” de Lima dirigido por el musicólogo alemán Arnd Von Gavel y recientemente actuó con el Coro “Lima Triunfante” la Schola Cantorum y la Orquesta Sinfónica de la Universidad Orval de Lima, bajo la dirección del maestro Manuel Cuadros Barr.
Como Director del Coro UDEP se ha presentado en diferentes festivales internacionales en Arequipa, Cuzco, así  como en la República del Ecuador. En noviembre del 2014, tuvo una exitosa participación en el Festival Internacional de Coros Universitarios, organizado por la Universidad Tecnológica Equinoccial de Quito –Ecuador – UTE; actuación que fue muy favorablemente comentada por los críticos ecuatorianos.
En septiembre del 2015, tuvo tres excepcionales presentaciones en Lima, ciudad capital: el lunes 7 en la Universidad de Piura - Campus Lima, con motivo de la entrega del Premio Esteban Campodónico al Doctor Walter Alva, el martes 8 ofreció un recital de música sacra en la capilla del Colegio Santa Úrsula y el miércoles 9 el recital “Armonía de las Voces” en el Salón Principal de la Municipalidad de Miraflores.
En Estados Unidos fue grabado “El vals”, que forma parte de la obra llamada “Marinera”, que ganó los III Juegos Florales en Música, organizados por la UDEP.
Con los coros de Inicial, Primaria y Secundaria del IEP Santa María de Piura, grabó un casete llamado “Santa María te canta” con obras latinoamericanas y peruanas, con arreglos y composiciones propias, con la finalidad de ayudar a los niños de Ayacucho, durante la nefasta época del terrorismo.
Con el Coro Universitario de la UDEP, tiene tres producciones discográficas: la primera llamada “La cátedra de Belén”, con villancicos tradicionales europeos y peruanos, “Polifonías de lo nuestro”, con composiciones peruanas y piuranas con arreglos corales que le pertenecen, que incluyen el tradicional tondero, difundiendo de esta manera el folklore piurano; en noviembre del 2014 se grabó el vídeo y CD titulado “Recital de música sacra”; incluyendo composiciones y arreglos del director, trabajo que fue muy comentado a nivel nacional.